# M Tunisia
M Tunisia (arabe : آم تونيزيا) est une chaîne de télévision tunisienne lancée en 2015.
D'abord connue sous le nom d'Al Moutawasset, elle est renommée avec son rachat par Fayçal Tebourski et Adel Ben Khalifa. Outre le changement de nom, la programmation est également modifiée.
En 2021, la Haute Autorité indépendante de la communication audiovisuelle retire la licence de la chaîne après l'arrêt de sa diffusion.